# Torres D'Oboe
Les Torres d'Oboe sont un ensemble de gratte-ciel de logements de 114 mètres de hauteur construit à Benidorm en 2009. L'ensemble est composé de deux tours jumelles identiques.
Les architectes sont Juan C. Oliva  et José A. Murcia.